# Praça de Toiros de Valência
A Praça de Toiros de Valência é uma Praça de Toiros situada na cidade de Valência, em Espanha. Foi construída entre 1850 e 1859, sendo uma das mais antigas de Espanha. De estilo neoclássico, foi inspirada na arquitectura civil romana, como o anfiteatro Flávio (Coliseu) e o anfiteatro de Nomes (França). Teve como arquitecto o valenciano Sebastián Monleón Estellés.
A estrutura da Praça tem a forma de um polígono de 48 lados, com 384 arcos no exterior, executados em ladrilho de estilo neo-mudéjar.
Nesta Praça verificaram-se alternativas de toureiros famosos, como a do sevilhano Curro Romero e a do valenciano Enrique Ponce.